# Lavoisiera
Lavoisiera, južnoamerički biljni rod iz porodice melastomovki (Melastomataceae), red mirtolike. sastoji se od oko 40 vrsta koje rastu po Brazilu, južno od rijeke Amazone.

## Vrste
1. Lavoisiera adamantium Barreto ex Pedersoli
2. Lavoisiera alba DC.
3. Lavoisiera angustifolia Cogn.
4. Lavoisiera arachnoidea Almeda & A.B.Martins
5. Lavoisiera belinelloi A.B.Martins & Almeda
6. Lavoisiera bradeana Barreto
7. Lavoisiera canastrensis Almeda & A.B.Martins
8. Lavoisiera caryophyllea Naudin
9. Lavoisiera chamaepitys Naudin
10. Lavoisiera confertiflora Naudin
11. Lavoisiera cordata Cogn.
12. Lavoisiera crassifolia DC.
13. Lavoisiera daviesiana Almeda & A.B.Martins
14. Lavoisiera firmula DC.
15. Lavoisiera fragilis Cogn. ex Munhoz & Proença
16. Lavoisiera gentianoides DC.
17. Lavoisiera glandulifera Naudin
18. Lavoisiera grandiflora Naudin
19. Lavoisiera harleyi Wurdack
20. Lavoisiera humilis Naudin
21. Lavoisiera imbricata DC.
22. Lavoisiera itambana DC.
23. Lavoisiera macrocarpa Naudin
24. Lavoisiera mello-barretoi Markgr.
25. Lavoisiera minima A.B.Martins & Almeda
26. Lavoisiera mucorifera DC.
27. Lavoisiera nervulosa Naudin
28. Lavoisiera phyllocalycina Cogn.
29. Lavoisiera pohliana O.Berg ex Triana
30. Lavoisiera pulchella Cham.
31. Lavoisiera pulcherrima DC.
32. Lavoisiera punctata DC.
33. Lavoisiera quinquenervis Wurdack
34. Lavoisiera riedeliana Cogn.
35. Lavoisiera rundeliana Almeda & A.B.Martins
36. Lavoisiera sampaioana Barreto
37. Lavoisiera scaberula Naudin
38. Lavoisiera senae Schwacke
39. Lavoisiera setosa A.B.Martins & Almeda
40. Lavoisiera subulata Triana
41. Lavoisiera tetragona DC.
42. Lavoisiera vestita Almeda & A.B.Martins